# Rolim de Moura
Rolim de Moura est une municipalité brésilienne située dans l'État du Rondônia.